# Internationaler Literaturpreis – Haus der Kulturen der Welt
Der Internationale Literaturpreis – Haus der Kulturen der Welt ist ein Literaturpreis für einen „herausragenden fremdsprachigen Titel der internationalen Gegenwartsliteraturen und seine deutsche Erstübersetzung“, der seit 2009 vom Haus der Kulturen der Welt (HKW) in Berlin und der in Hamburg ansässigen Stiftung Elementarteilchen jährlich vergeben wird. Er ist mit insgesamt 35.000 Euro dotiert; seit 2016 erhalten die jeweiligen Schriftsteller davon 20.000 Euro und die Übersetzer 15.000 Euro. Bis 2015 hatte der Autor 25.000 Euro und der Übersetzer 10.000 Euro erhalten. Im Jahr 2020 wurden im Zeichen der COVID-19-Pandemie einmalig alle sechs Titel der Shortlist ausgezeichnet, wobei zwölfmal 3.000 Euro vergeben wurden.

## Hintergrund
Ziel des Preises ist, die Aufmerksamkeit für aktuelle literarische Stimmen aus aller Welt zu erhöhen und die Vermittlungsleistung von literarischen Übersetzern zu würdigen. Der Preis soll in der Fülle an Neuerscheinungen auf dem deutschen Buchmarkt auf qualitativ hervorragende und außergewöhnliche Werke der internationalen Literaturen aufmerksam machen. 
Eine Jury aus sieben namhaften Literaturkritikern und -wissenschaftlern ermittelt die beiden Preisträger in einem mehrstufigen Verfahren. So gehörten etwa zur Jury 2020: Robin Detje (Autor und Übersetzer), Heike Geißler (Schriftstellerin), Tobias Lehmkuhl (Autor und Literaturkritiker), Verena Lueken (Journalistin und Schriftstellerin), Daniel Medin (Literaturwissenschaftler und Herausgeber), Elisabeth Ruge (Lektorin und Literaturagentin) und Daniela Seel (Lyrikerin und Verlegerin).

## Kontroverse um die Vergabe 2023
Die ehemaligen Jurymitglieder Juliane Liebert und Ronya Othmann kritisierten im Mai 2024 in der Zeit, dass die Shortlist und schließliche Preisvergabe 2023 nach außerliterarischen, identitätspolitischen Gesichtspunkten und nicht nach literarischer Qualität entschieden worden seien. Dabei hätten entgegen den Richtlinien für die Preisvergabe, die allein die Qualität eines Buches zur Voraussetzung machen, ethnisches Profil und Nationalität der Autoren beziehungsweise der Übersetzer im Vordergrund gestanden.
Dies löste eine ausführliche Debatte in mehreren Zeitungsbeiträgen aus. So forderte Dirk Knipphals in der taz, dass Jurymitglieder in ihrer Bewertung zwischen Werk und Autoren unterscheiden und letztlich nach literarischen Gesichtspunkten urteilen sollten. Dabei spielten zwar auch gesellschaftspolitische Aspekte eine Rolle, zum Beispiel bei der Zusammensetzung der Jurys und beim „Abwägen von Für und Wider vollkommen unterschiedlicher Literaturbegriffe und Romantraditionen“. In der Süddeutschen Zeitung sprach sich die Autorin Nele Pollatschek für mehr Transparenz in Bezug auf die Preisvergabe auch bei Literaturpreisen wie dem des HKW aus.
Andererseits bezeichnete die Literaturkritikerin Insa Wilke in einem Interview für NDR Kultur die Veröffentlichung der Interna aus der Jurydiskussion durch die Zeit für „skandalös“ und „schädlich“. Neben der ausschlaggebenden literarischen Qualität verwies sie auf die „immerwährende Debatte, ob Ästhetik ein unantastbarer, abgegrenzter Raum ist, oder ob ethische, politische Kategorien da mit reinspielen.“ In der Frankfurter Allgemeinen Zeitung bezeichnete weiterhin der Kulturjournalist Andreas Platthaus die Veröffentlichung der Interna aus der Jurydiskussion als „Tabubruch“ und „Skandal“. Schließlich wies das Haus der Kulturen in einem weiteren Beitrag in der Zeit die Kritik durch Liebert und Othmann zurück und widersprach deren Darstellung.

## Preisträger

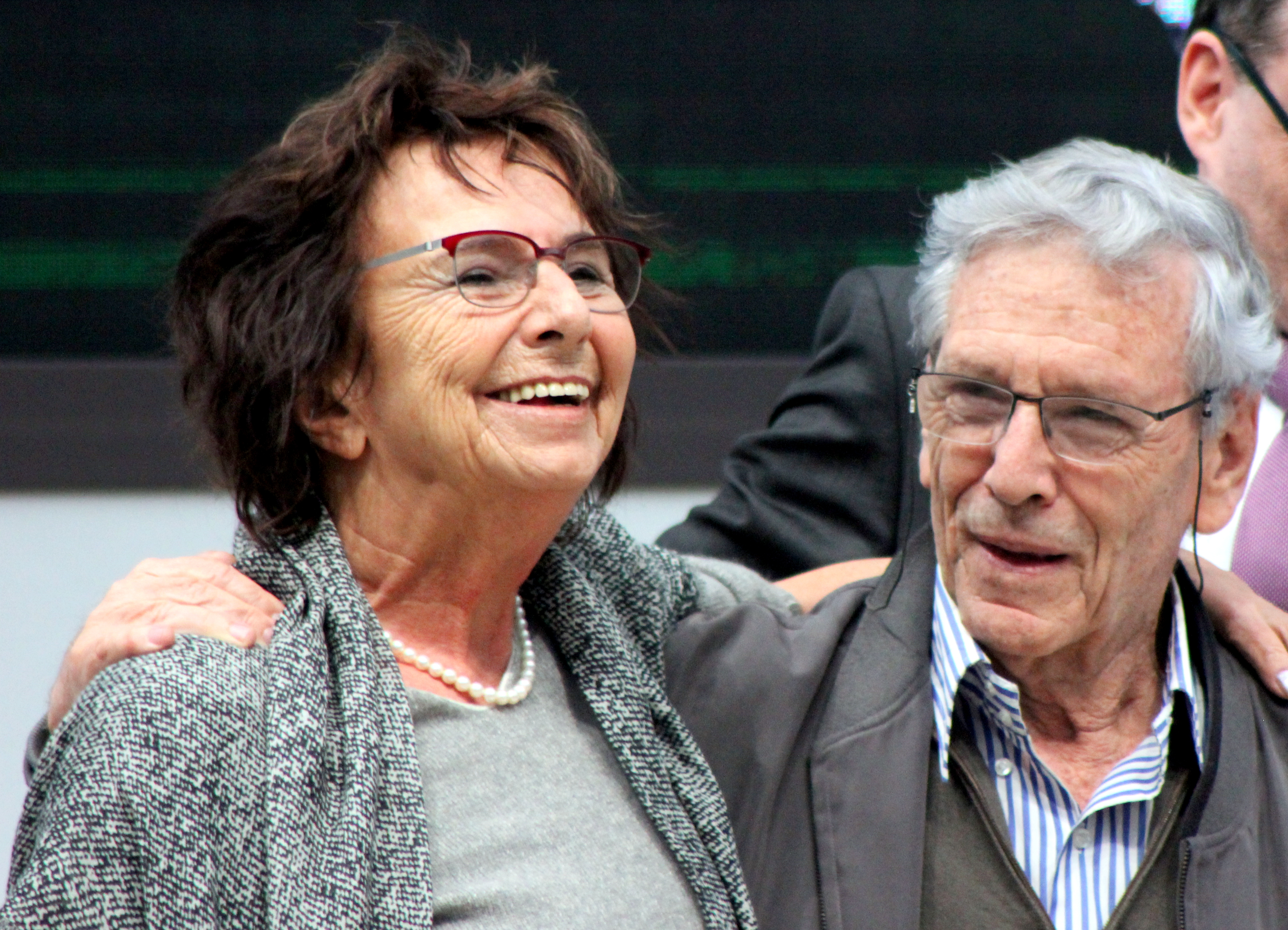
Mirjam Pressler mit Amos Oz, 2015

- 2009: Daniel Alarcón (Autor) und Friederike Meltendorf (Übersetzerin) für den Roman Lost City Radio
- 2010: Marie NDiaye (Autorin) und Claudia Kalscheuer (Übersetzerin) für den Roman Drei starke Frauen
- 2011: Michail Schischkin (Autor) und Andreas Tretner (Übersetzer) für den Roman Venushaar
- 2012: Mircea Cărtărescu (Autor), Gerhardt Csejka und Ferdinand Leopold für ihre gemeinsame Übersetzung des Romans Der Körper
- 2013: Teju Cole (Autor) und Christine Richter-Nilsson (Übersetzerin) für den Roman Open City
- 2014: Dany Laferrière (Autor) und Beate Thill (Übersetzerin) für Das Rätsel der Rückkehr
- 2015: Amos Oz (Autor) und Mirjam Pressler (Übersetzerin) für Judas
- 2016: Shumona Sinha (Autorin) und Lena Müller (Übersetzerin) für Erschlagt die Armen! [7]
- 2017: Fiston Mwanza Mujila (Autor) sowie Katharina Meyer und Lena Müller (Übersetzerinnen) für Tram 83
- 2018: Ivana Sajko (Autorin) und Alida Bremer (Übersetzerin) für Liebesroman
- 2019: Fernanda Melchor (Autorin) und Angelica Ammar (Übersetzerin) für Saison der Wirbelstürme
- 2020:[8][9]
  - Der Zirkel der Literaturliebhaber von Amir Hassan Cheheltan, übersetzt von Jutta Himmelreich
  - Das Weinen der Vögel von Chigozie Obioma, übersetzt von Nicolai von Schweder-Schreiner
  - Glückliche Fälle von Yevgenia Belorusets, übersetzt von Claudia Dathe
  - Die Sanftmütigen von Angel Igov, übersetzt von Andreas Tretner
  - Was für ein Wunder von James Noël, übersetzt von Rike Bolte
  - Geile Deko von Isabel Waidner, übersetzt von Ann Cotten
- 2021: Fatima Daas (Autorin) und Sina de Malafosse (Übersetzerin) für Die jüngste Tochter
- 2022: Cristina Morales (Autorin) und Friederike von Criegern (Übersetzerin) für den Roman Leichte Sprache (Lectura fácil)
- 2023: Mohamed Mbougar Sarr (Autor) sowie Holger Fock und Sabine Müller (Übersetzer) für den Roman Die geheimste Erinnerung der Menschen (La plus secrète mémoire des hommes)
- 2024: Pajtim Statovci (Autor) und Stefan Moster (Übersetzer) für den Roman Meine Katze Jugoslawien (finnisch: Kissani Jugoslavia)
- 2025: Kim Hyesoon (Autorin) sowie Sool Park und Uljana Wolf (Übersetzer) für den Lyrikband Autobiographie des Todes - Gedichte[10]